# Stichting Kunstzinnige Vorming Rotterdam
Stichting Kunstzinnige Vorming Rotterdam (SKVR) is een educatief centrum voor de kunsten voor de Nederlandse stad Rotterdam, en omstreken. De stichting verzorgt cursussen in beeldende kunst, vormgeving, muziek, dans, schrijven en aanverwante disciplines voor kinderen en volwassenen. 

## Organisatie

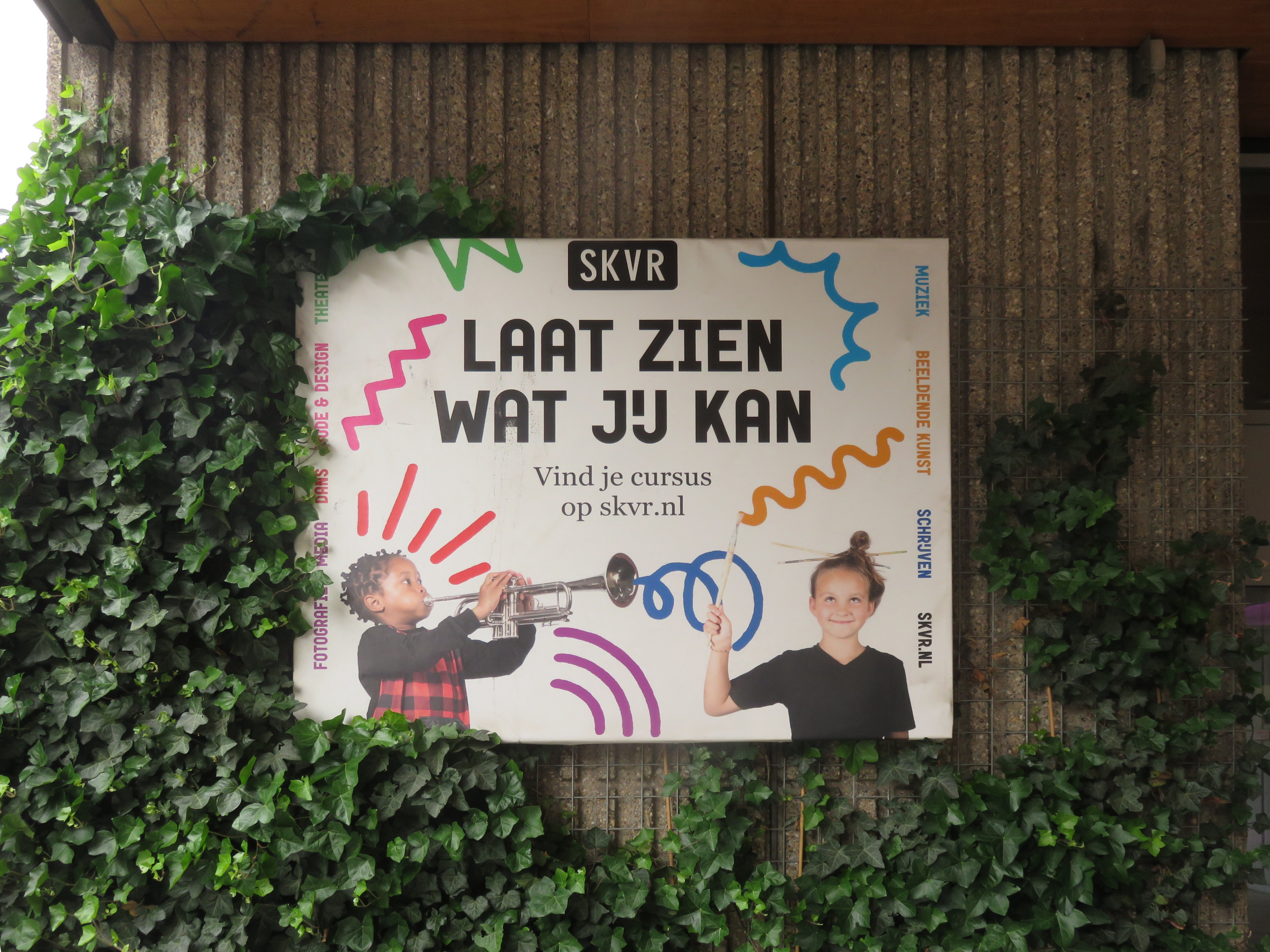
Skvr motto "Laat zien wat je kunt."

De stichting is in 1984 ontstaan uit de fusie van de Stichting Musische Vorming Rotterdam, en de in 1961 opgerichte Rotterdamse Muziek- en Dansschool. De eerste directeur was Henk Mali, die sinds 1974 bij Stichting Musische Vorming Rotterdam de leiding had.
In 2018 bestond de SKVR uit tweehonderd vaste medewerkers met daarnaast ruim vijfhonderd zzp’ers. De kosten werden gedekt uit cursusgelden en een substantiële gemeentelijke subsidie van jaarlijks 8,9 miljoen euro (2017).
Jaarlijks worden volgens zeggen honderdduizend cursisten bediend, het merendeel scholieren van basis- en voortgezet onderwijs. Volgens Pekelder (2018) was de SKVR daarmee het grootste centrum voor de kunsten in Nederland.

## SKVR-docenten en voormalig docenten
- Caecilia Andriessen,  pianiste, muziekpedagoog en componist
- Marc Belder, musicus en dirigent
- Luut Buijsman, artiest, gitarist en zanger
- Mechtilde van Mechelen, actrice
- Natasja Morales, radioprogrammamaker
- Catelijne Smit, pianiste
- Bob Wander, componist en gitarist

## Locaties
De SKVR heeft anno 2019 een zestal vaste locaties in de Rotterdam in het stadscentrum en de wijken Delfshaven, Vreewijk, Noord, Capelle en Ommoord. Daarnaast worden op een twaalftal locaties verdeeld over de stad gelijksoortige activiteiten verricht.

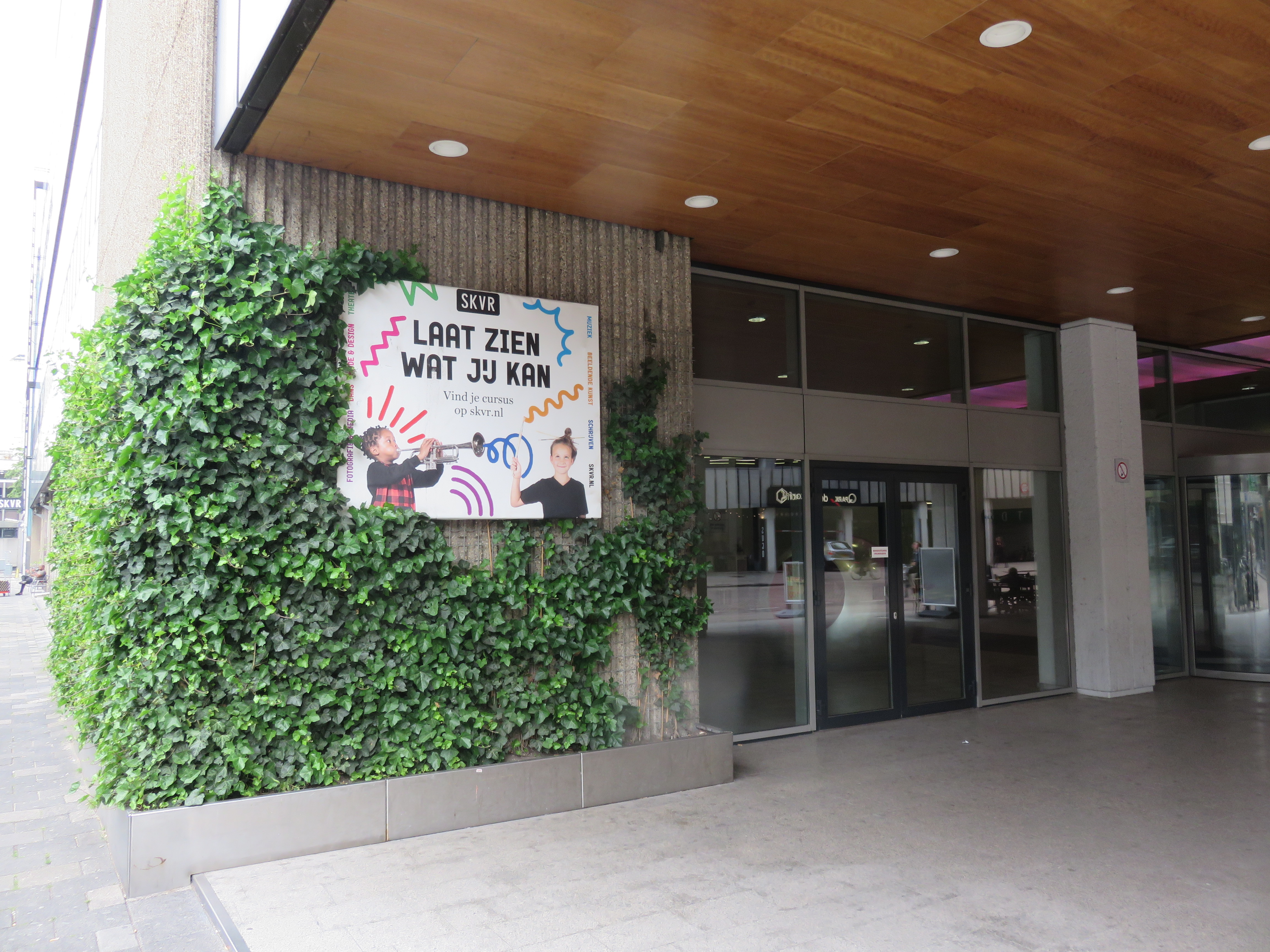
Hoofdkantoor Aert van Nesstraat 45, Rotterdam
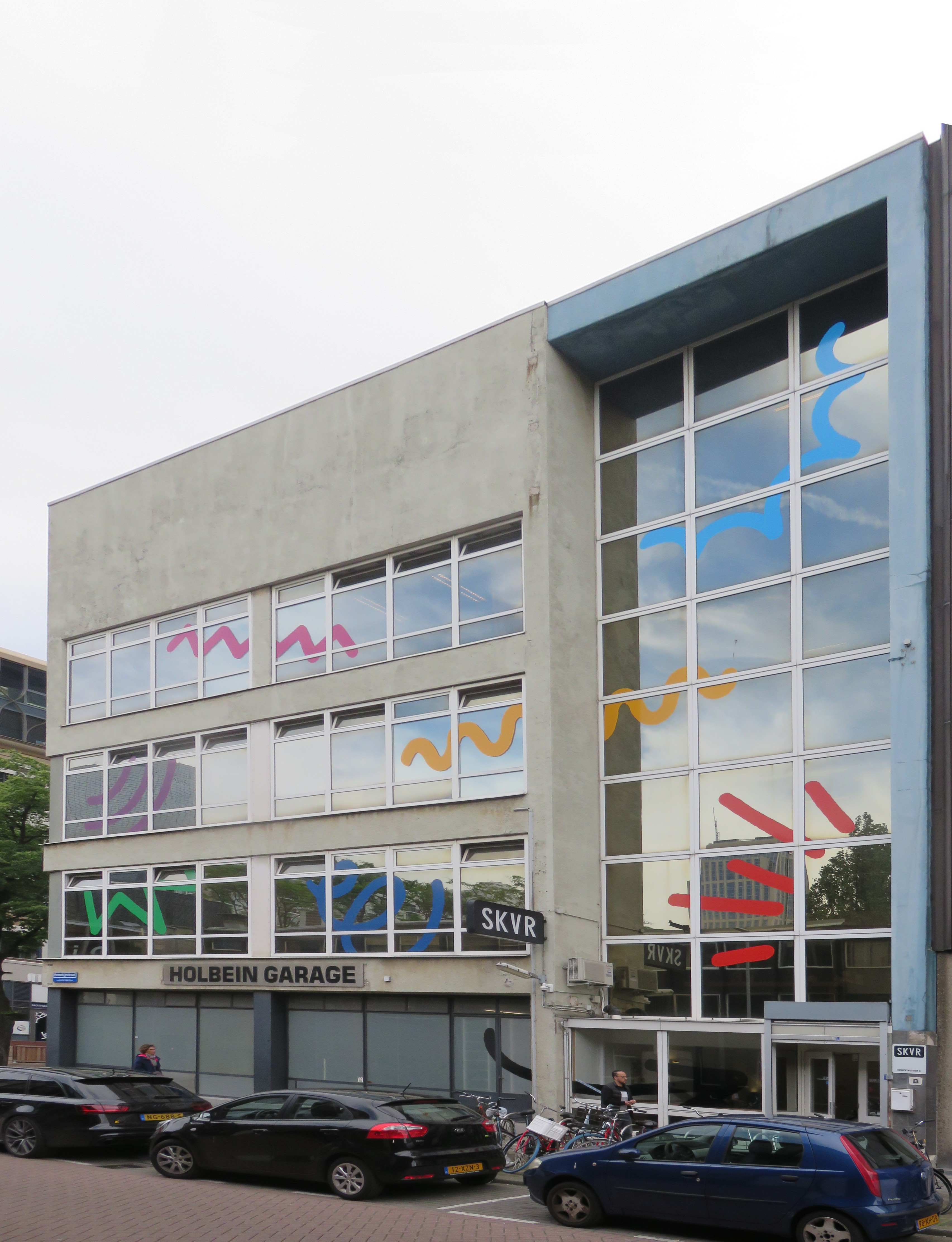
Locatie centrum aan de Hennekijnstraat
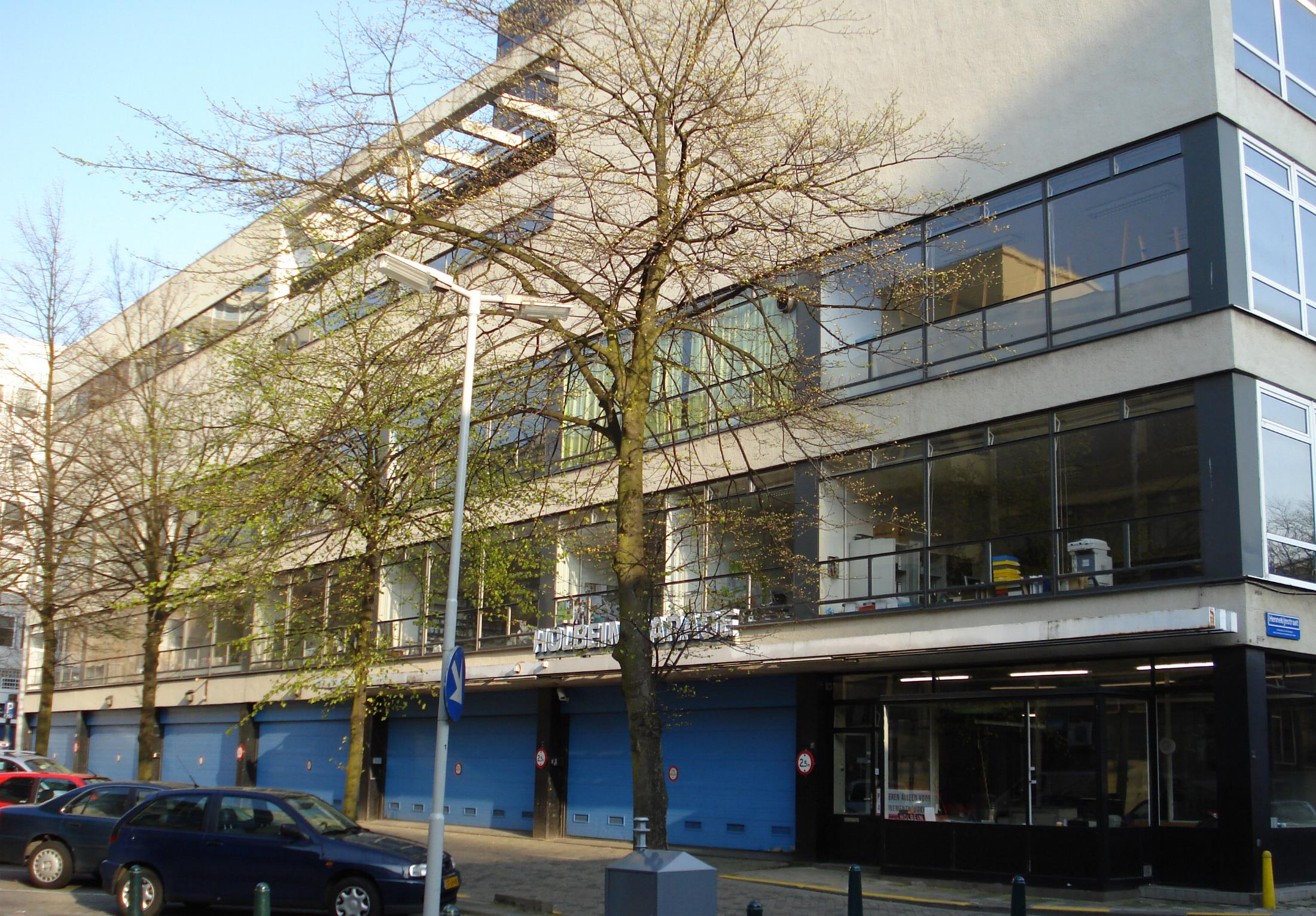
De Luciastraat om de hoek bij de Hennekijnstraat
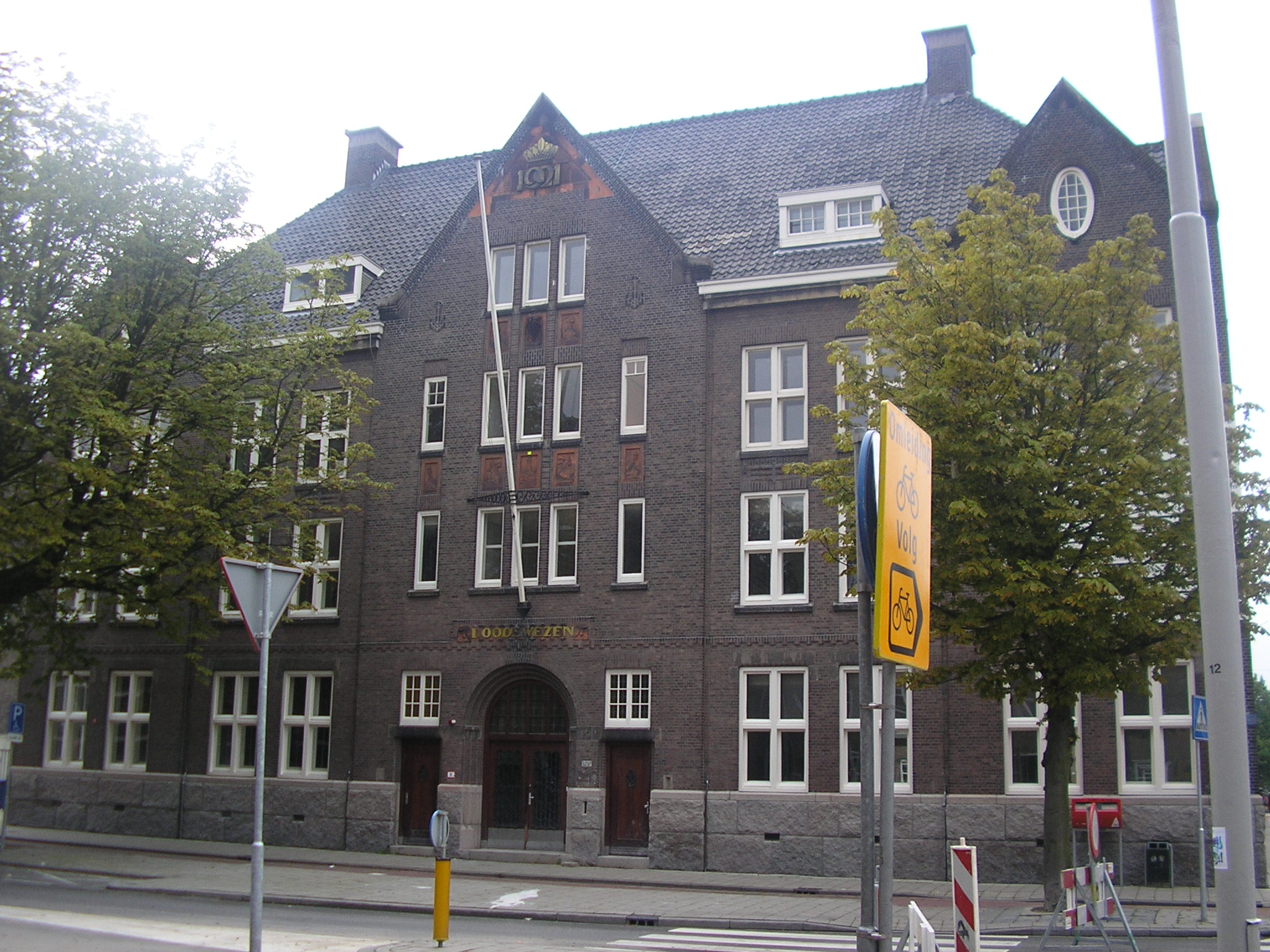
Locatie aan Willem Buytewechstraat, Delfshaven
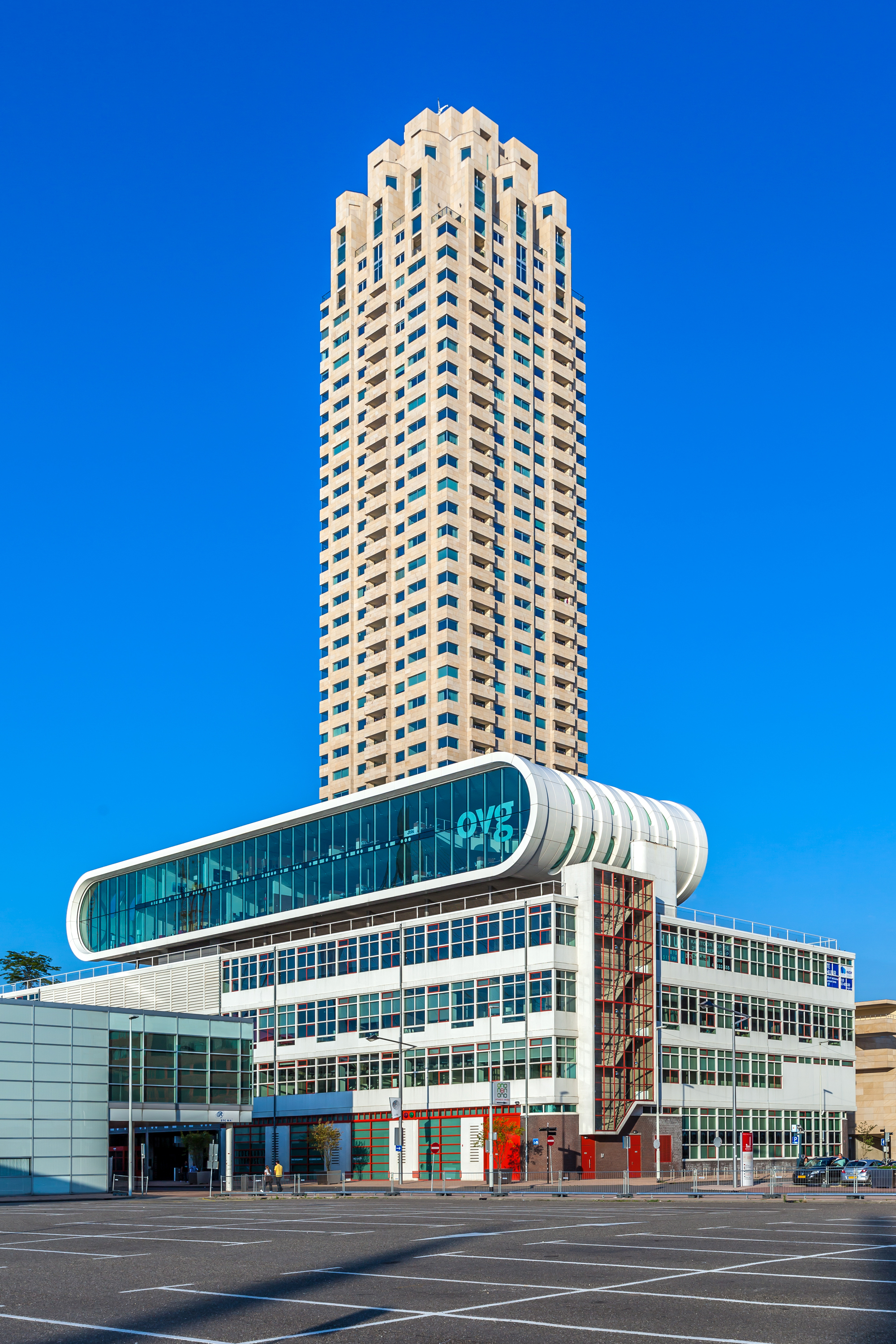
Las Palmas, Wilhelminapier